# Der lange dunkle Fünfuhrtee der Seele

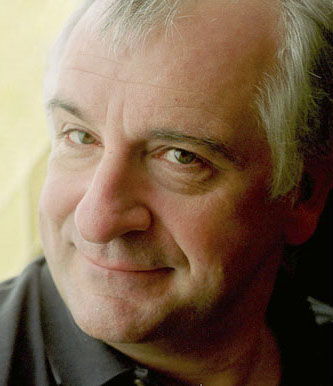
Douglas Adams

Der lange dunkle Fünfuhrtee der Seele (englischer Originaltitel: The Long Dark Tea-Time of the Soul) ist ein 1988 erschienener fantastischer Kriminalroman des englischen Schriftstellers Douglas Adams und nach Der elektrische Mönch der zweite Teil der Dirk-Gently-Reihe.
Die deutsche Übersetzung stammt von Benjamin Schwarz.

## Handlung
Die Amerikanerin Kate Schechter gerät am Terminal Zwei des Londoner Flughafens Heathrow an einen eigenartigen Mann, der wie sie nach Norwegen reisen will, jedoch anscheinend weder ein Flugticket noch einen Reisepass besitzt, weshalb es zu einem Streit zwischen ihm und einer Mitarbeiterin der Fluggesellschaft kommt. Als Kate resigniert und dabei ist, den Flughafen wieder zu verlassen, fliegt plötzlich der Abfertigungsschalter in die Luft. Eine scheinbar spontane Explosion, für die sich keine Erklärung findet und daher zu einem Act of God (Höhere Gewalt) erklärt wird. Mysteriöserweise wurde trotz umfangreicher Sachschäden kein Mensch ernsthaft verletzt, wohingegen eine Person namens Janice Smith vermisst wurde.
Geoffrey Anstey, ein wohlhabender Mann aus der Musikbranche, ist der neueste Klient des holistischen Detektivs Dirk Gently (alias Svlad Cjelli). Anstey behauptet, er werde von einem riesigen, grünäugigen und eine Sense schwingenden Monster verfolgt, das auf die Erfüllung eines Vertrages bestehen und drohen würde, ihn zu töten. Dirk nimmt die Behauptungen nicht sonderlich ernst, aber das Geld ist ihm äußerst willkommen, da er chronisch pleite ist und sich zudem einen neuen Kühlschrank zulegen will – den alten hat er seit drei Monaten nicht mehr geöffnet und traut sich nicht mehr, ihn zu öffnen.
Als Dirk mehrere Stunden zu spät bei seinem Klienten ankommt, ist die Polizei schon vor Ort – und der Klient tot, mit einem Schnitt enthauptet. Aufgrund der Fundsituation (der Raum war von innen abgeschlossen und verbarrikadiert) geht die Polizei von einem besonders einfallsreichen Selbstmord aus, der die Kriminalpolizei foppen soll. Dirk liefert dem Chefermittler Girk eine Rekonstruktion, die die Behörden zufrieden stellen würde, im Gegensatz zu einem Mord durch ein riesiges grünäugiges Monster.
Von Schuldgefühlen geplagt entschließt sich Dirk, den Fall weiter zu verfolgen. Er findet in dem Haus einen Umschlag mit einer versteckten Liste von durchgestrichenen Empfängern. Außerdem bemerkt er durch ein Foto in den Fernsehnachrichten, dass die Vermisste Janice Smith seine alte Sekretärin ist, die damals noch Janice Pearth hieß. Nach längerem Umherirren durch London und Umgebung findet Dirk endlich ein Messer, mit dem er den Umschlag öffnen kann. Allerdings findet er darin nur ein mögliches Dokument, das er nicht entziffern kann, da es in Runenschrift verfasst wurde. Nach und nach klärt sich auch die Identität der Personen auf dem Umschlag auf, welche allesamt schnell erfolgreich wurden.
Kate versucht unterdessen, einen mysteriösen riesigen Patienten aufzuspüren, den sie nach der Explosion des Abfertigungsschalters im Krankenhaus gesehen hatte und für tot hielt. Ihre Spur führt in eine teure englische Privatklinik. Hier will man aber nichts von einem Neuzugang wissen, sie stößt jedoch zufällig auf einen Mister Odwin, der verärgert behauptet, sie genau zu kennen, und von dessen kleinwüchsigen Begleiter sie sogar mit ihrem Namen angesprochen wird.
Auf dem Nachhauseweg wird Kate in einen Unfall verwickelt, als sie sich verfahren hat und plötzlich bremst. Auf sie aufgefahren ist Dirk Gently, der nach seiner üblichen Fahrweise einfach einem x-beliebigen Auto gefolgt ist, als er ebenfalls eine Spur in die Privatklinik verfolgt hat. In einem Pub erfährt Dirk von Kate mehr über die Adressaten auf seinem Umschlag, während ihre Autos repariert wurden. Danach trennen sich ihre Wege wieder. Kate trifft auf den Donnergott Thor, den sie zuvor im Krankenhaus und am Flughafen gesehen hatte und Dirk auf einen aggressiven Adler, der ihn aus seiner Wohnung vertreibt.
Thor fliegt schließlich mit Kate über die Nordsee nach Walhall. Dirk landet tiefnachts auf der Suche nach Zigaretten am Bahnhof King’s Cross, folgt einem Obdachlosen von da bis in die St. Pancras Station, wo er augenblicklich nach Walhall versetzt wird.
Dort stellt sich heraus, dass Odin einen Vertrag mit dem Anwalt Clive Draycott und seiner Frau, der Werbeagentin Cynthia, geschlossen hat: seine Seele und damit seine Macht im Austausch für ein bequemes Leben in der teuren englischen Privatklinik. Wegen einer tödlichen Klausel haben die Draycotts den Vertrag immer weitergereicht, an die Leute auf dem Umschlag, die alle überraschende Erfolge erzielten, bis er schließlich bei dem Mordopfer Geoffrey Anstey landete.
Der wütende Thor zerreißt den Vertrag und verbrennt die Fetzen. Er verwandelt einen Coca-Cola-Automaten zurück in die Schalterdame Janice Smith, und den Adler in einen Düsenjäger, der Thor auf dem Weg nach Norwegen abschießen wollte. Odin kehrt wieder zurück in die teure Privatklinik, wo es den Anschein hat, dass er sehr bald sterben würde. Die Draycotts sterben in ihrem BMW, der von einem Düsenjäger gerammt wurde, welcher urplötzlich in einem Wohnhaus im Londoner Norden aufgetaucht ist, sodass seinem Piloten nichts anderes möglich war, als sich mit dem Schleudersitz zu retten.

## Hintergrund
Der Titel ist selbst ein Zitat aus dem dritten Roman der Anhalter-Reihe (Das Leben, das Universum und der ganze Rest) und beschreibt dort die Langeweile des unsterblichen Wowbagger. Die englische Originalausgabe wurde unter Verwendung der Software FullWrite Professional auf einem Apple Macintosh II und einem Apple LaserWriter II NTX geschrieben und gesetzt.

## Adaptionen
Die BBC produzierte ein Hörspiel unter dem Titel The Long Dark Tea-Time of the Soul, das im Oktober 2008 ausgestrahlt wurde. Sprecher waren unter anderem Harry Enfield, Peter Davison, John Fortune und Stephen Moore.
Im Dezember 2010 strahlte BBC Four eine einstündige Pilotfolge  zu einer Dirk-Gently-Fernsehserie aus. 2012 wurden drei weitere einstündige Episoden gesendet und die Serie dann eingestellt.

## Sonstiges
Als Drehort für die Wallhall-Szenerie diente das verlassene Midland Grand Hotel (seit 2011 St Pancras Renaissance London Hotel).